# Åjer
Åjer är en by i Leksands socken, Leksands kommun.
Byn omtalas första gången på 1500-talet. Enligt Holstenssons karta från 1668 fanns här tre gårdar. Då Karl-Erik Forsslund besökte byn 1918 fanns här åtta gårdar. Tidigare fanns en flitigt anlitad mineralkälla i byn.